# Нейрат, Константин фон
Барон Константин Карл Герман фон Нейрат (фон Нойрат) (нем. Konstantin Karl Hermann von Neurath, 2 февраля 1873 — 14 августа 1956) — немецкий дипломат, министр иностранных дел Германии (1932—1938); рейхспротектор Богемии и Моравии (1939—1943), после сентября 1941 года занимал должность рейхспротектора только номинально, будучи фактически отстранённым Гитлером от исполнения обязанностей; обергруппенфюрер СС (21 июня 1943).

## Биография

### До Ноябрьской революции

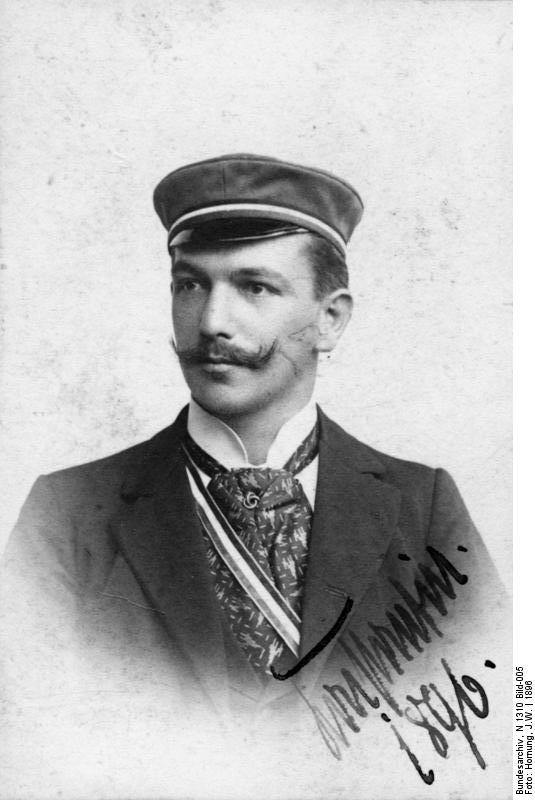
Нейрат во время обучения в университете в Тюбингене

Константин фон Нейрат родился в городке Файхинген-на-Энце в Королевстве Вюртемберг в семье мелкого швабского дворянина, принадлежавшего, однако, к заслуженной фамилии юристов и дипломатов на службе при дворе королей Вюртемберга - дед  фон Нейрата, Константин Франц, был министром иностранных дел, а прадед - министром юстиции. Он изучал право в Тюбингенском и Берлинском университетах. По окончании учёбы в 1892 году он работал в юридической фирме в родном городе. В 1901 году Нейрат получил должность в министерстве иностранных дел в Берлине и через два года был назначен вице-консулом в Лондон, где работал до 1914 года (с 1909 года в должности советника при представительстве. В 1914 году его перевели в посольство в Константинополе.
30 мая 1901 года Нейрат женился на Марии Августе Мозер фон Фильсек (1875—1960). В следующем году у него родился сын Константин, а в 1904 году — дочь Виннифред.
Во время Первой мировой войны Нейрат служил офицером в пехотном полку и был награждён Железным крестом (1914). В 1916 году он был тяжело ранен, в результате чего был ненадолго переведён на дипломатическую службу в Османскую империю. В 1917—1918 годах Нейрат возглавлял правительство Вюртемберга.

### Политическая деятельность

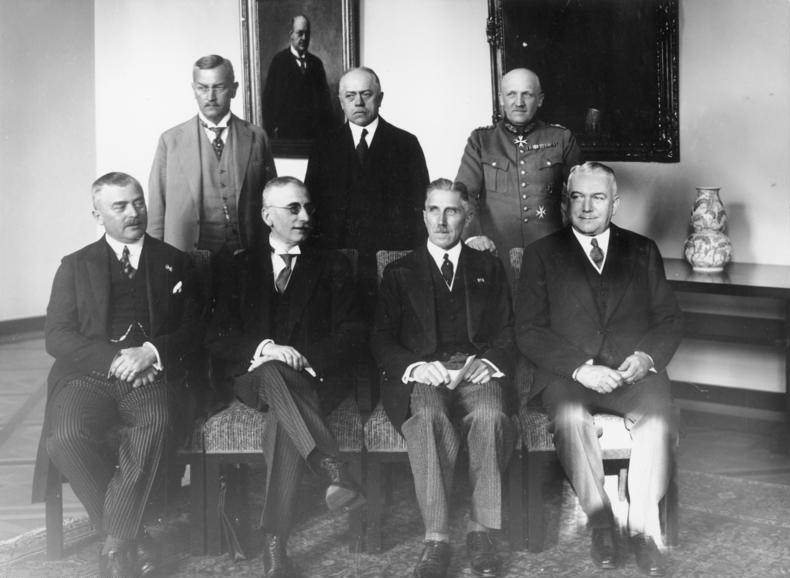
Кабинет Франца фон Папена. Нейрат — крайний справа в нижнем ряду

В 1919 году Нейрат снова вернулся на дипломатическую службу и был назначен полномочным посланником в Данию, а в 1921 году — послом в Италию, где работал до 1930 года, не являясь приверженцем итальянского фашизма. Затем его перевели послом в Лондон.
В 1932 году Нейрат вернулся в Германию, где стал министром иностранных дел в правительстве Франца фон Папена, который 1 июня был назначен рейхсканцлером. После назначения рейхсканцлером Курта фон Шлейхера, а затем (в январе 1933 года) Адольфа Гитлера Нейрат оставался министром иностранных дел. Во время его пребывания на этом посту Германия вышла из Лиги Наций и провела ремилитаризацию Рейнской области. Кроме этого Нейрат участвовал в переговорах, завершившихся подписанием сначала Антикоминтерновского пакта, а затем (уже после отставки с поста министра) — Стального пакта. При этом оба раза со стороны Германии договоры подписывал не Нейрат, а Риббентроп. В 1937 году Нейрат вступил в НСДАП (билет № 3 805 222) и СС (№ 287 680); получил звание группенфюрера СС.
4 февраля 1938 года Нейрат был уволен с поста министра иностранных дел, из-за своего несогласия с агрессивной внешней политикой Гитлера, но остался в правительстве в ранге министра без портфеля. Его преемником стал 44-летний Иоахим фон Риббентроп.

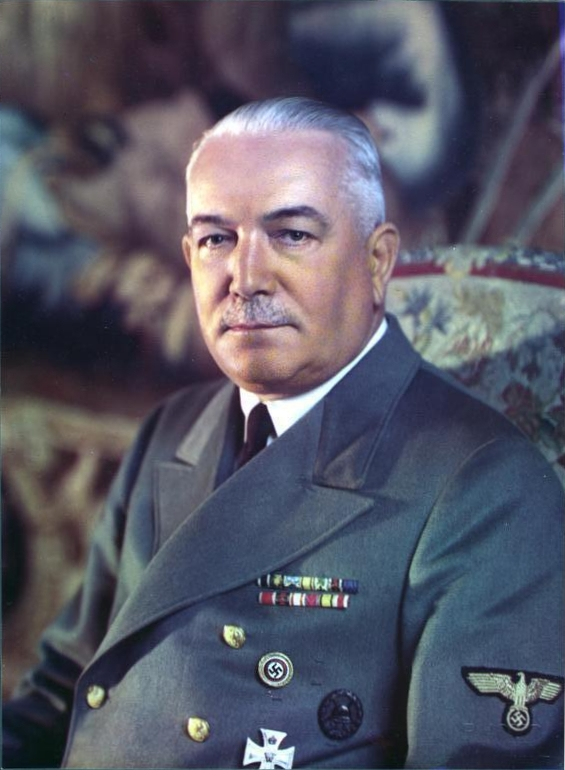
Константин фон Нейрат, 1939 г.

В марте 1939 года Нейрат был назначен первым имперским протектором Богемии и Моравии (нем. Reichsprotektor).
Как следует из свидетельства близкого друга Гитлера Шпеера, Гитлер рассматривал назначение Нейрата как способ предупредить негативное впечатление от действий Германии в марте 1939 года по отношению к Чехии. Тогда под давлением гитлеровского руководства было достигнуто согласие руководства Чехии на протекторат со стороны Германии и тем самым на ревизию Мюнхенского соглашения. Назначение дипломата старой школы должно было убедить руководство Британии и Франции в отсутствии необходимости реагировать на действия Германии. Это не удалось, Британия и Франция резко отреагировали на действия Германии, Польше были предоставлены гарантии безопасности. В Чехии Нейрат проводил жёсткую политику подавления прессы, политических партий и профсоюзов. Вскоре после назначения Нейрат был награждён Орденом Германского Орла (Verdienstorden vom Deutschen Adler), что было большой честью, поскольку этот орден был учреждён Гитлером для награждения иностранцев за большие заслуги перед Германией. Тем не менее, он, по мнению Гитлера, недостаточно эффективно боролся с чешским сопротивлением, поэтому в сентябре 1941 года заместителем протектора был назначен Рейнхард Гейдрих. Нейрат формально оставался имперским протектором до августа 1943 года (даже после того, как убитого бойцами Сопротивления Гейдриха сменил Курт Далюге), пока его отставка наконец не была принята.
Помимо прочего, он выступал против антиклерикальной политики Третьего Рейха. В конце Второй мировой войны вступил в контакты с немецким заговорщиками 1944 г.

### Нюрнбергский процесс
Нейрат был в числе обвиняемых на Нюрнбергском процессе в 1945 и 1946 году. Его защитником был Отто фон Людингхаузен. Нейрат обвинялся в том, что он «содействовал подготовке войны,… участвовал в политическом планировании и подготовке нацистскими заговорщиками агрессивных войн и войн, нарушающих международные договоры,… санкционировал, руководил и принимал участие в военных преступлениях… и в преступлениях против человечности,… включая в особенности преступления против лиц и собственности на оккупированных территориях». Нейрат был признан виновным по всем четырём пунктам, но ввиду того, что была установлена неподконтрольность ему карательных органов, он был приговорён к 15 годам лишения свободы. Наказание отбывал в тюрьме Шпандау. В 1954 году Нейрат был досрочно освобождён по причине слабого состояния здоровья, усугублённого перенесённым в тюрьме Шпандау инфарктом миокарда. 14 августа 1956 года 83-летний Константин фон Нейрат скончался. Похоронен в Файхингене-на-Энце.